# Lőw Immánuel
Lőw Immánuel [Ábrahám Hajím] (héberül: אברהם חיים לעף; Szeged, 1854. január 20. – Budapest, 1944. július 19.) magyarországi zsidó hittudós, 1878-tól haláláig, 66 éven keresztül szegedi főrabbi, orientalista, művelődéstörténeti író. Nevezetes mondása: „A nemzet hű fiává nem a származás, nem a fajrokonság, hanem a rokon érzés, s a csatlakozó önfeláldozat avat. Nem a szívnek vére, hanem a szívnek verése”

## Életpályája
Apja Lőw Lipót rabbi, bátyja Lőw Vilmos amerikai ügyvéd, műfordító. Gimnáziumi tanulmányait szülővárosában a piaristáknál végezte. Egyetemi és teológiai tanulmányait Berlinben végezte, és ott is avatták rabbivá. 1878-ban választotta főrabbijává a szegedi zsidó hitközség.

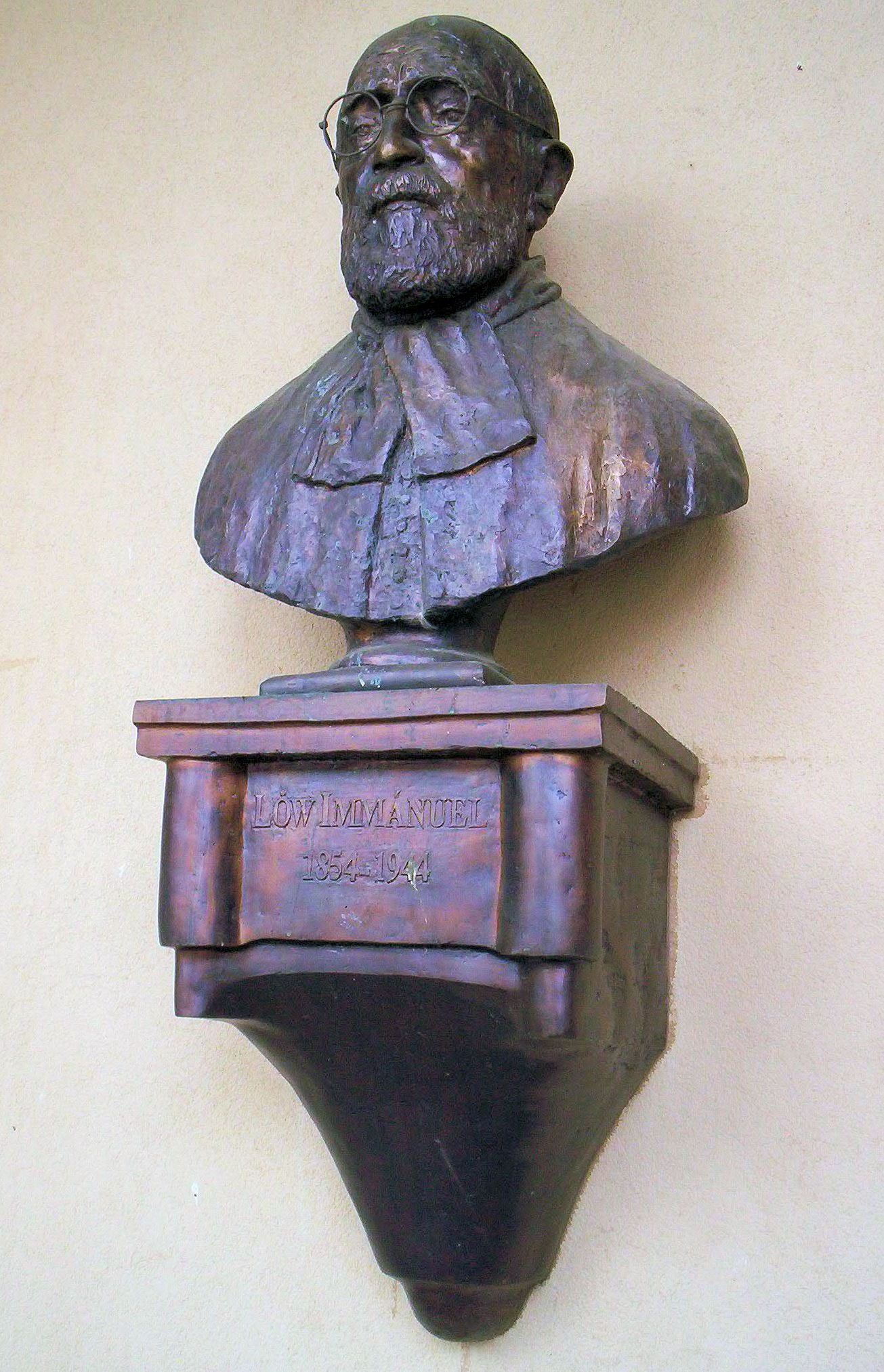
Szobra Szegeden a Dóm téri Nemzeti Pantheonban

A magyar, a német és a héber nyelv mellett tudott arámiul, szírül, törökül, arabul, perzsául, görögül, latinul, románul és szláv nyelveken is. Már fiatalon világhírű tudós és vallási tekintély volt. Sémi filológiai dolgozataival, hitszónoklataival és botanikai tudományos munkásságával nemzetközi elismerést szerzett. A magyar irodalom és történelem sok nagyságáról (Arany János, Vörösmarty Mihály, Mikszáth Kálmán, II. Rákóczi Ferenc, Deák Ferenc) mondott emlékbeszédet, s ezeket nyomtatásban is megjelentette. Magyarra fordította az Énekek énekét. Ő volt az első szegedi gyorsíró. Irányításával szervezték meg és katalogizálták a szegedi Somogyi Könyvtárat. Ő avatta fel a Baumhorn Lipót által tervezett esztergomi zsinagógát 1888-ban.
1919-ben Zadravecz István mellett szót emelt a Kun Béla vezette kommunista forradalom ellen, mert tudta, hogy az abban való zsidó részvétel megpecsételheti a magyarországi zsidóság megítélését. 1920-21-ben börtönbe zárták, mivel Horthy-ellenes véleményének adott hangot. 1927-től 1939-ig a zsidóság felsőházi képviselője volt.
90 éves kora ellenére, 1944 júniusában a szegedi gettóba vitték, ahonnan deportálták volna. Úton Auschwitz felé Budapesten elengedték, és egy fővárosi kórházban halt meg. Zadravecz István püspök személyesen járt el a belügyminiszternél szabadon bocsátása érdekében. Stern Samu, a Pesti Izraelita Hitközség korábbi elnöke többek között ezt a kiállást később külön megköszönte Mindszenty József bíborosnak.
Fő műve a többkötetes Die Flora der Juden (A zsidók növényvilága). Ezt a munkát tíz éven át írta, miközben természetesen sok egyébbel is foglalkozott. Megírásához a Talmud és a Biblia ismeretén kívül alapos régészeti, botanikai és filológiai kutatómunkára volt szükség.

## Emlékezete
Egykori lakóházát ma emléktábla jelzi. 2004 januárjában, születésének 150. évfordulója alkalmából szobrát felavatták a Dóm téri Nemzeti Pantheonban. Tudós munkássága és a szegedi Új zsinagóga stílusának kialakításában betöltött szerepe méltóvá tették arra, hogy elfoglalja helyét azok közt, akik sokat tettek Magyarország kulturális felemelkedéséért. Lőw Immanuel tudományos munkássága a magyar kultúra gyöngyszeme.

## Művei

### Folyóiratcikkek
Külföldi és belföldi, magyar, német és franczia nyelven megjelent számos értekezést és apróbb tudományos cikket írt a következő folyóiratokba: Zeitschrift der deutschen morgenländischen Gesellschaft (Leipzig, 1878-83.), Zeitschrift für Völkerpsychologie und Sprachwissenschaft (Berlin, 1878. könyvism.), Frankl-Graetz, Monatsschrift für Geschichte und Wissenschaft des Judenthums (Krotoschin, 1882., 1884.); Oesterreichisches Centralblatt für den Orient (Wien, 1884. könyvism.); M. Zsidó Szemle (1884-88. kisebb tanügyi és felekezeti dolgozatok és műfordítások), Revue des études juives (1893. Mélanges de lexicographie de talmudique, 1893. Glosses romanies dans des écrits rabbiniques); a szegedi zsidó népiskola Értesítőjében (1897. Az ifjusághoz); több prédikációja van a Singer, Magyar hitszónokok c. munkájában és a Magyar Zsinagóga című folyóiratban; az Egyenlőségben, (1889. Hochmuth Ábrahám). Kiadta a szegedi zsidó népiskola Értesítőit 1880 óta; Schwab Löw, Émlékeztetés a vallásban nyert oktatásra. Szeged, 1884. (3. kiadás; Uo. 1887. és 1896. 6. kiadás); Löw Lipót, Bibliai történetek zsidó tanulók számára. Uo. 1895. (9. kiadás); Cassel Dávid, A zsidók története. Uo. 1892. és 1900. (4. kiad.); Löw, Leopold, Gesammelte Schriften. Uo. 1889-96. Négy kötet; Griechische und lateinische Lehnwörter im Talmud, Midrasch und Targum von Samuel Krauss mit Bemerkungen von Immanuel Löw. Berlin, 1899. II. rész.
Részt vett Bar Bahlul syrus glossáinak Duval-féle kiadásában és a Gesenius-féle héber szótár 10. és 11. kiadásában. Adalékai vannak a Brockelmann, Lexikon syriacum 1895. c. munkában.

## Önállóan megjelent művei
- 1. «És est idején világosság támad». Ünnepi beszéd. Szeged, 1874
- 2. Deák Ferencz. Gyászbeszéd. Szeged, 1876
- 3. Lőw Lipót végtisztessége. Bucsúszavak. Szeged, 1876
- 4. Beköszöntő. Szeged, 1879
- 5. A temesvári belvárosi zsinagóga ünnepélye 1879. ápri. 24. Szeged, 1879 (ünnepi beszéd és ima)
- 6. Felszentelő beszéd ... a szombathelyi zsinagóga fölavatása alkalmával 1880. aug. 30. Szombathely, 1880
- 7. Aramäische Pflanzennamen. Leipzig, 1881
- 8. Arany János. Emlékbeszéd. Szeged, 1882
- 9. Bolgár Mihály. Emlékbeszéd. Szeged, 1882
- 10. A csók. Szeged, 1882
- 11. Melo Chofnájim. Szeged, 1882 (A tanító-testülettel együtt, Héberül. 2-4. kiadás magyar fordítással. Szeged, 1884 és 1900)
- 12. Német olvasókönyv zsidó népiskolák számára. Szeged, 1883–1884. Három rész (a tanítótestülettel együtt)
- 13. Hét beszéd. Szeged, 1883
- 14. Imádságok zsidók számára. Szeged, 1883 és 1894
- 15. Meleagros aus Gadara und die Flora Aramaea. Szeged, 1883
- 16. Az énekek éneke. Magyarra ford. Szeged, 1885
- 17. A szegedi zsidók 1785-től 1885-ig. Szeged, 1885 (Kulinyi Zsigmonddal együtt)
- 18. Száz év. Prédikáczió 1885. ápr. 12. Szeged, 1885
- 19. Montefiore Mózes. Gyászbeszéd. Szeged, 1885
- 20. A szegedi Chevra 1787-től 1887-ig. Szeged, 1887 (Klein Salamonnal)
- 21. A hűséges szeretet. Prédikáczió. Szeged, 1888
- 22. Rudolf trónörökös. Gyászbeszéd. Szeged, 1889
- 23. Nehemiás városa. Szeged, 1889
- 24. Kohen Johanna. Halotti beszéd. Szeged, 1889
- 25. Szinek és jelvények. Zászlószentelő. Szabadka, 1889
- 26. Scheinberger Antal. Halotti beszéd. Szeged, 1890
- 27. Alkalmi beszédek. Szeged, 1891
- 28. Hódolj a királynak. Predikáczió. Szeged, 1892
- 29. Magyar zsidó hitszónokok. Székesfehérvár, 1892 (hét prédikáczió)
- 30. Mózes áldása. Predikáczió. Szeged, 1893
- 31. Márczius tizenötödike. Predikáczió. Szeged, 1893
- 32. Kossuth Lajos. Emlékbeszéd. Szeged, 1894
- 33. Imádságok zsidók számára. Szeged, 1894
- 34. Az árva. Predikáczió. Szeged, 1895
- 35. Uj világ. Predikáczió. Szeged, 1896
- 36. Jog és béke. Predikáczió. Szeged, 1896
- 37. Milkó Jakab. Halotti beszéd. Szeged, 1896
- 38. Az ezredév, nyolcz beszéd. Szeged, 1896
- 39. Márczius tizenötödike. Két prédikáczió. Szeged, 1898
- 40. A föld, Millenniumi beszéd, tartotta Szegeden 1896. máj. 10. Szeged, 1896
- 41. Erzsébet Gyászbeszédek. Szeged, 1898
- 42. Horvát Boldizsár. Emlékbeszéd. Szeged, 1898
- 43. Október hatodika. Szeged, 1899
- 44. Lőw Immánuel beszédei 1874–1899. Szeged, 1900
- 45. Vörösmarty Mihály. Emlékbeszéd. Szeged, 1900
- 46. Szilágyi Dezső. Emlékbeszéd. Szeged, 1901. aug. 7. Szeged, 1901
- 47. Tisza Kálmán. Emlékbeszéd, mondotta 1902. március 31. Szeged, 1902
- 48. Kossuth Lajos. Emlékbeszéd. 1902. szept. 19. Szeged, 1902
- 49. Deák Ferenc. Emlékbeszéd. Szeged, 1903
- 50. Templomszentelő. MCMIII. V. 19. Szeged, 1903
- 51. Klauzál Gábor. Emlékbeszéd. 1904. november 18. Szeged, 1903
- 52. Rákóczi. Két emlékbeszéd. Szeged, 1907
- 53. Mikászth Kálmán. Emlékbeszéd. Szeged, 1910
- 54. Fölszentelő a pancsovai zsinagóga fölavatásán 1910. május 16. Szeged, 1910
- 55. Egyesülés. Prédikáció a szegedi zsidó betegápoló- és temetkezési egyesület félszázados jubileumán. 1911. dec. 25. Szeged, 1912
- 56. Löw Lipót. Emlékbeszéd. Mondotta 1911. jún. 4-én. Szeged, 1912
- 57. Perls Ármin. Emlékbeszéd. Szeged, 1914
- 58. A király. Két emlékbeszéd. Szeged, 1916
- 59. 5677. Adar hetedike. Emlékbeszéd. Szeged. 1917
- 60. Az Unió. Budapest, 1917. (Különnyomat az Egyenlőségből.)
- 61. A hús. Budapest, 1917. (Különnyomat az Egyenlőségből.)
- 62. Negyvenhatosaink. Budapest, 1917
- 63. Rózsa Izsó. Budapest, 1918
- 64. Sírversek. Szeged, 1922
- 65. Száz Beszéd,  Budapest, 1923
- 66. Meló Chofnájim és Mivchor. Szeged, 1929
- 67. Die Flora der Juden I–IV., Bécs–Lipcse, 1926–1934
- 68. Kétszáz beszéd I–II., Szeged, 1939
- Studien zur jüdischen Folklore; szerk. Alexander Schiber; Olms, Hildesheim–New York, 1975 (Collectanea)
- Zsidó folklór tanulmányok; ford. Hrotkó Larissza, szerk. Barna Gábor, Glässer Norbert, Zima András; Néprajzi és Kulturális Antropológiai Tanszék, Szeged, 2014 (Szegedi vallási néprajzi könyvtár)
- Löw Immánuel válogatott művei, 1-2.; szerk. Hidvégi Máté, Ungvári Tamás; Löw Heritage–Scolar, Budapest, 2019
  - 1. Virág és vallás
  - 2. Fényszóró drágakövek; ford. Kövér András

Több emlékbeszéde egy kötetbe összefoglalva elérhető.

## Társasági tagság
- Dugonics Társaság alapító tag